# Astylosternus montanus
Astylosternus montanus là một loài ếch trong họ Astylosternidae.
Loài này có ở Cameroon và Nigeria.
Các môi trường sống tự nhiên của chúng là rừng ẩm vùng đất thấp nhiệt đới hoặc cận nhiệt đới, vùng núi ẩm nhiệt đới hoặc cận nhiệt đới, sông, sông có nước theo mùa, đất canh tác, và rừng thoái hóa nghiêm trọng. Loài này đang bị đe dọa do mất môi trường sống.